# Hoenlo

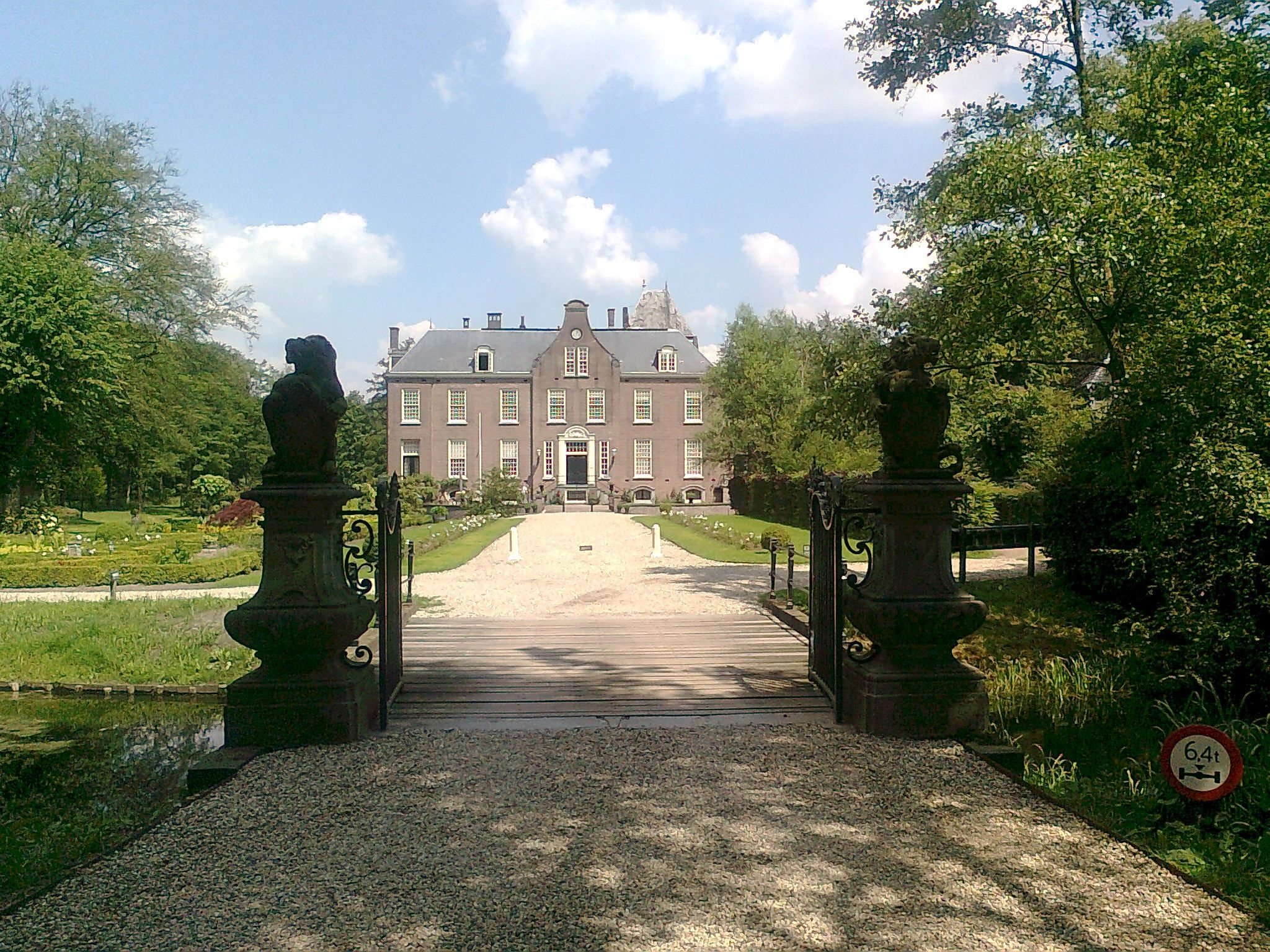
Groot Hoenlo te Olst

Groot Hoenlo is een havezate met landgoed aan de Diepenveenseweg tussen Boskamp en Olst, die voor het eerst vermeld werd in 1233. In de 14e eeuw kwamen de kasteelheren regelmatig in conflict met de stad Deventer vanwege de versterkingen die aan het gebouw werden verricht. Terzijde van Groot Hoenlo staat Klein Hoenlo, een huis dat ook wel bekendstaat als het "weduwehuis". Het imposante hoofdgebouw, huis Groot Hoenlo, is door de eeuwen heen meerdere malen herbouwd, de huidige gevel stamt uit 1897, de toren uit 1904. Enkele families waarvan bekend was dat zij op Groot Hoenlo gewoond hebben zijn Van Haersolte, Des Tombe en Van Laer. Ook de auteur Harry Mulisch verbleef er enige tijd, in zijn boek "De ontdekking van de hemel" beschrijft hij Groot Hoenlo maar noemt het Groot Rechteren.
Het huis met bijhorende landgoed is sinds 2001 een beschermd rijksmonument. Om Groot Hoenlo ligt een gracht, recht in de as van de lange oprijlaan. Het huis bestaat uit twee verdiepingen met een souterrain, de klokgevel herbergt een derde verdieping. Diverse oorspronkelijke onderdelen van het interieur zijn bewaard gebleven, waaronder een trapleuning, stucwerk, schouwen en plafond.   
Het park rond Groot Hoenlo is niet openbaar toegankelijk. Op het landgoed zijn wandelpaden beschikbaar.